# Вороблевський Богдан Іванович
Богдан Іванович Вороблевський (21 лютого 1956, м. Борщів) — український господарський і громадський діяч. Депутат Тернопільської обласної ради 3-го і 4-го скликань (від 1998).

## Біографія
Закінчив Борщівську СШ № 1 (1973), Тернопільський фінансово-економічний інститут (1981, нині ЗУНУ).
1973—1979 працював у Тернопільському управлінні будівництва. 1979—1986 — на громадській роботі. Від червня 1986 до січня 1997 — заступник генерального директора з питань підсобного і сільського господарства ВАТ «Тернопільський комбайновий завод».
Від січня 1997 — голова правління ВАТ «Козівський цукровий завод», від червня 1999 — генеральний директор філії «Козова» ЗАТ «Тернопільський агропромисловий комплекс», від березня 2000 — генеральний директор філії «Збараж» ЗАТ «Тернопільський агропромисловий комплекс» (нині — ТОВ «Збаражцукор»). Підприємство, яке очолює Вороблевський, за виробничими показниками — одне з найкращих в Україні у своїй галузі.
Приділяє увагу соціальній сфері.